# Râul Bălăneasa, Bârlad
Râul Bălăneasa este un curs de apă, afluent al râului Bârlad. 